# Босолук
Босолук — река в России, протекает в Тамбовской и Липецкой областях. Приток ручья Семёновский.

## География
Босолук берёт начало у деревни Никольское Новоситовского сельсовета Петровского района Тамбовской области. Течёт на запад по открытой местности по территории Грязинского района Липецкой области.
Согласно официальным картам, в 2,5 км к северо-западу от села Плеханово Босолук сливается с ручьём Ляной и образует ручей Семёновский. По данным государственного водного реестра России и некоторых других официальных документов, принимая воды ручья Ляной, Босолук течёт дальше и впадает в ручей Семёновский у села Бутырки. По этим данным, длина водотока от истока до устья у села Бутырки составляет 13 км, а площадь водосборного бассейна — 80,8 км².

## Данные водного реестра
По данным государственного водного реестра России относится к Донскому бассейновому округу, водохозяйственный участок реки — Воронеж от истока до города Липецк, без реки Матыра, речной подбассейн реки — бассейны притоков Дона до впадения Хопра. Речной бассейн реки — Дон (российская часть бассейна).
Код объекта в государственном водном реестре — 05010100512107000002795.